# Idaea expolitata
Idaea expolitata là một loài bướm đêm trong họ Geometridae.